# 歸德州 (田州)
歸德州，中国旧州名。
宋代熙寧中，黃氏從征交阯有功所建，元朝屬田州路。明朝洪武二年（1369年），屬田州府。弘治十八年（1505年），改屬南寧府。清代為歸德土州，仍屬南寧府。民國四年（1915年）八月，改土歸流，與趙氏果化州置並果德縣，1951年5月，果德縣與平治縣合併置平果縣，在今广西壮族自治区平果市東南部。